# Купно (Куявсько-Поморське воєводство)
Купно (пол. Kupno) — село в Польщі, у гміні Вомпельськ Рипінського повіту Куявсько-Поморського воєводства.
Населення — 56 осіб (2011).
У 1975-1998 роках село належало до Торунського воєводства.

## Демографія
Демографічна структура станом на 31 березня 2011 року:
|          | Загалом | Допрацездатний вік | Працездатний вік | Постпрацездатний вік |
| -------- | ------- | ------------------ | ---------------- | -------------------- |
| Чоловіки | 26      | 7                  | 18               | 1                    |
| Жінки    | 30      | 5                  | 16               | 9                    |
| Разом    | 56      | 12                 | 34               | 10                   |